# Sommet du G8 de 2011
Pour un article plus général, voir Sommet du G8.
Le sommet du G8 2011, 37e réunion du G8, réunit les dirigeants des 7 pays démocratiques les plus industrialisés et la Russie, ou G8, du  26 au 27 mai 2011, à Deauville, France en Normandie au Centre international de Deauville. Il s’agit du sixième sommet du G8 à se tenir en France, depuis 1975.
Ce sommet est notamment l'occasion pour les dirigeants présents d'aborder les sujets qui ont marqué l'actualité de la première moitié de l'année 2011 : les protestations et révolutions dans le monde arabe, l'accident nucléaire de Fukushima ou la succession de Dominique Strauss-Kahn à la tête du Fonds monétaire international (FMI) sont ainsi au programme des discussions. Au lendemain de l'e-G8, le rôle des gouvernements dans l'essor d'Internet fait également l'objet de discussions. 

## Participants

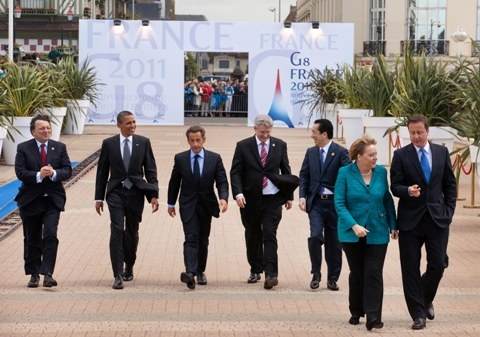
De gauche à droite : le président de la Commission européenne José Manuel Durão Barroso, le président américain Barack Obama, le président français Nicolas Sarkozy, le Premier ministre canadien Stephen Harper, le Premier ministre japonais Naoto Kan, la chancelière allemande Angela Merkel et le Premier ministre britannique David Cameron.

### Dirigeants du G8
| Participants au G8            |                       |                                             |                                    |
| Membre                        | Membre                | Représenté par                              | Fonction                           |
| Drapeau du Canada             | Canada                | Stephen Harper                              | Premier ministre                   |
| Drapeau de la France          | France                | Nicolas Sarkozy                             | Président                          |
| Drapeau de l'Allemagne        | Allemagne             | Angela Merkel                               | Chancelière                        |
| Drapeau de l'Italie           | Italie                | Silvio Berlusconi                           | Président du Conseil               |
| Drapeau du Japon              | Japon                 | Naoto Kan                                   | Premier ministre                   |
| Drapeau du Royaume-Uni        | Royaume-Uni           | David Cameron                               | Premier ministre                   |
| Drapeau de la Russie          | Russie                | Dmitri Medvedev                             | Président                          |
| Drapeau des États-Unis        | États-Unis            | Barack Obama                                | Président                          |
| Drapeau de l’Union européenne | Commission européenne | José Manuel Durão Barroso Herman Van Rompuy | Présidents (Commission et Conseil) |

### Dirigeants invités
Un certain nombre de dirigeants sont traditionnellement invités à assister au sommet. Outre les membres qui composent le G8+5, les dirigeants de plusieurs pays africains ont également été conviés à Deauville :
- Afrique du Sud – Président Jacob Zuma ;
- Algérie – Président Abdelaziz Bouteflika ;
- Brésil – Présidente Dilma Rousseff ;
- Côte d'Ivoire – Président Alassane Ouattara ;
- Égypte – Président du Conseil militaire suprême Mohamed Hussein Tantawi ;
- Éthiopie – Premier ministre Meles Zenawi ;
- Guinée équatoriale – Président Teodoro Obiang Nguema Mbasogo ;
- Mexique – Président Felipe Calderón ;
- Nigeria – Président Goodluck Jonathan ;
- Sénégal – Président Abdoulaye Wade ;
- Tunisie – Premier ministre Béji Caïd Essebsi.

### Instances internationales
- Union européenne – Président de la Commission européenne, José Manuel Durão Barroso ; Président du Conseil européen, Herman Van Rompuy ;
- Union africaine – Président Jean Ping.

## Programme du sommet

### Défis d'Internet

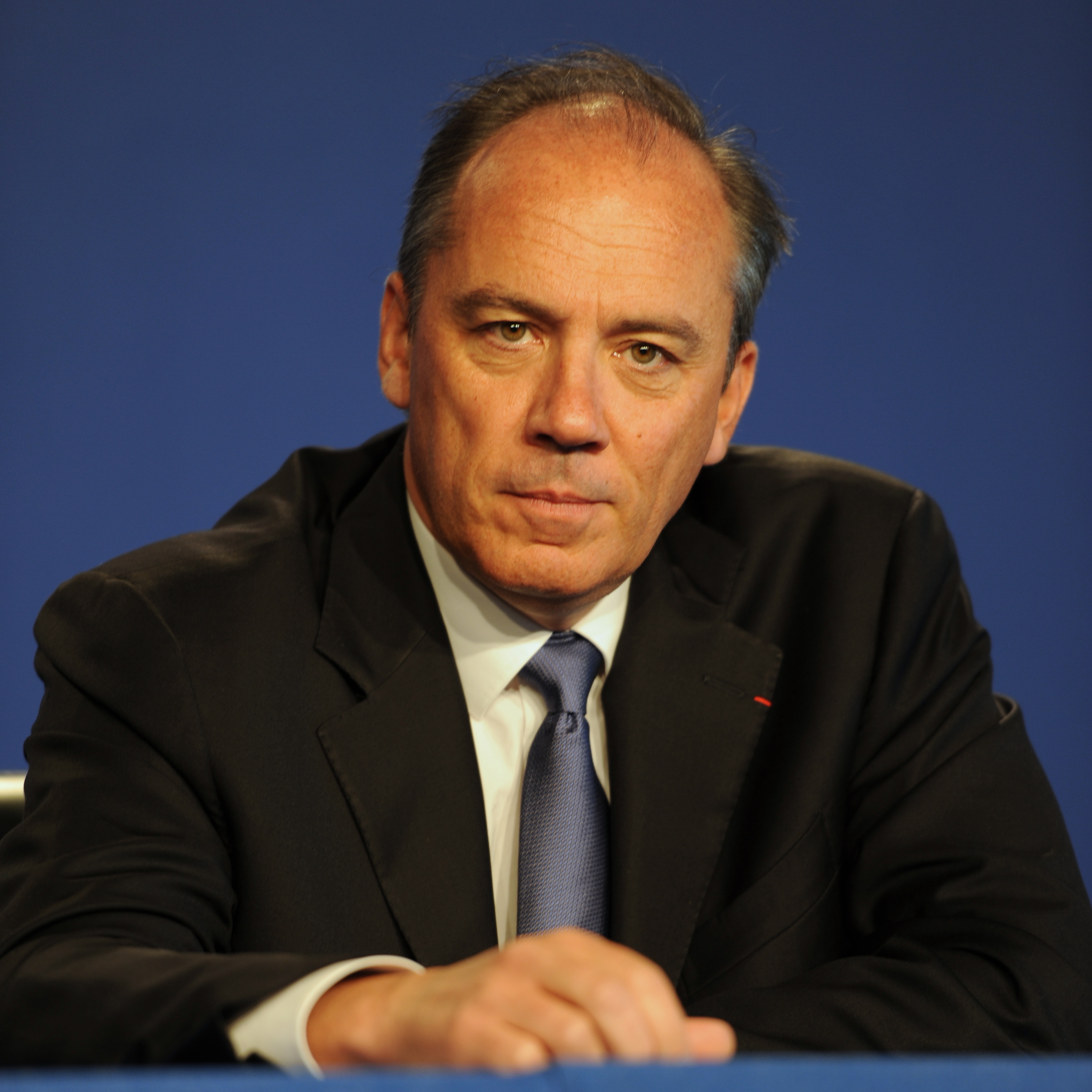
Stéphane Richard, le PDG de France Télécom - Orange.

Réunis à Paris les 24 et 25 mai 2011 lors de l'e-G8, un forum participatif consacré à Internet, son avenir, son impact sur la croissance économique, etc., les principaux dirigeants d'entreprises Web parmi lesquelles se trouvent Eric Schmidt (Google), Mark Zuckerberg (Facebook), Stéphane Richard (France Télécom) et John Donahoe (eBay), ont soumis la synthèse de leurs discussions aux chefs d’État présents au sommet du G8. Ils y ont notamment réaffirmé leur volonté de maintenir un « environnement Web ouvert et laissant la place à une libre concurrence ».
Au terme de la première journée du sommet du G8, le jeudi 26 mai, les dirigeants présents à Deauville se sont entendus sur le « rôle des gouvernements dans un essor équilibré d'Internet, aux côtés des utilisateurs et du secteur privé ». La déclaration finale du G8, intitulée « Un nouvel élan pour la liberté et la démocratie », évoque notamment la défense du droit d'auteur et de la protection de la vie privée, deux points abordés par le président français Nicolas Sarkozy lors de son discours d'ouverture de l'e-G8 ; la lutte contre la cybercriminalité fait également l'objet de conclusions, comme lors du sommet de l'OTAN à Lisbonne en 2010.

### Révolutions arabes

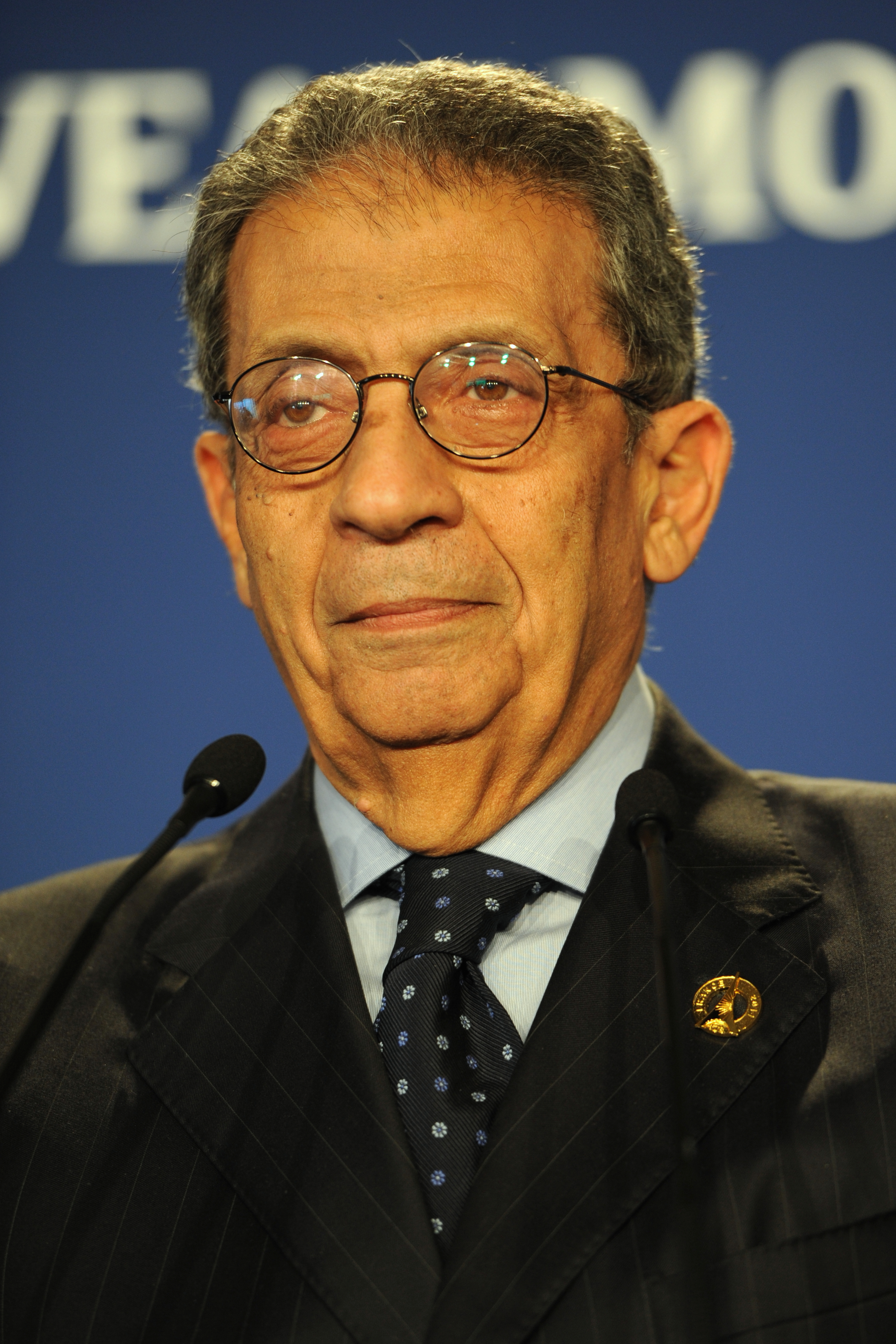
Amr Moussa, le secrétaire général de la Ligue arabe.

Alors que les protestations et révolutions dans le monde arabe débutées fin 2010 continuent d'embraser, en mai 2011, la Syrie et la Libye, les chefs d’États réunis au G8 ont renouvelé leur appel à cesser la violence dans ces deux pays ; ces derniers exhortent notamment le colonel Mouammar Kadhafi à quitter le pouvoir en Libye, sous peine de sanctions. L'OTAN accroît par ailleurs sa pression militaire sur la capitale libyenne, Tripoli : David Cameron a ainsi confirmé l'envoi d'hélicoptères d'attaque Apache.
Le sommet a lancé le Partenariat de Deauville avec les pays arabes en transition en 2011 pour soutenir les transitions démocratiques au Moyen-Orient et en Afrique du Nord. Le partenariat offre un mécanisme unique pour mobiliser le soutien international du G8, les partenaires régionaux, les institutions financières internationales et les organisations internationales afin de fournir un appui politique et économique aux réformes en cours en Tunisie, Égypte, Libye, Maroc, et Jordanie.
Dans la déclaration finale du G8, les dirigeants des huit grandes puissances comparent « les changements historiques actuellement à l'œuvre en Afrique du Nord et au Moyen-Orient [aux] transformations [...] survenues en Europe centrale et orientale après la chute du Mur de Berlin » et apportent à nouveau leur soutien au « printemps arabe ». D'après le communiqué du sommet, les banques de développement multilatéral devraient soutenir les réformes en cours en Égypte et en Tunisie en leur accordant 20 milliards de dollars d'ici 2013.

## Sécurité autour de l'événement

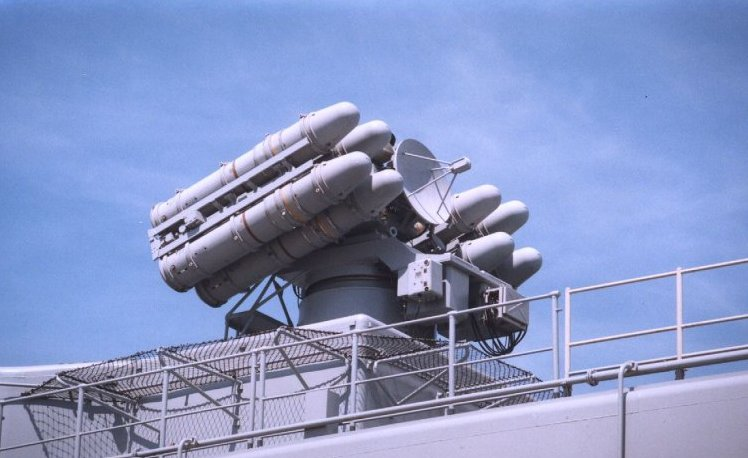
Batterie de missiles Crotale sur la frégate Tourville de la Marine nationale française.

À l'occasion du G8, la cité balnéaire de Deauville est surveillée par plus de 12 000 policiers et militaires. Seuls les résidents peuvent encore circuler dans la ville, munis d'un laissez-passer. Un drone ainsi qu'une trentaine d'hélicoptères surveillent la zone, qui est interdite de survol, épaulés par deux batteries de missiles sol-air Crotale. Plusieurs bâtiments de la Marine nationale sont également déployés pour assurer la protection de la côte, fermée à toute navigation.

## Manifestations contre le G8

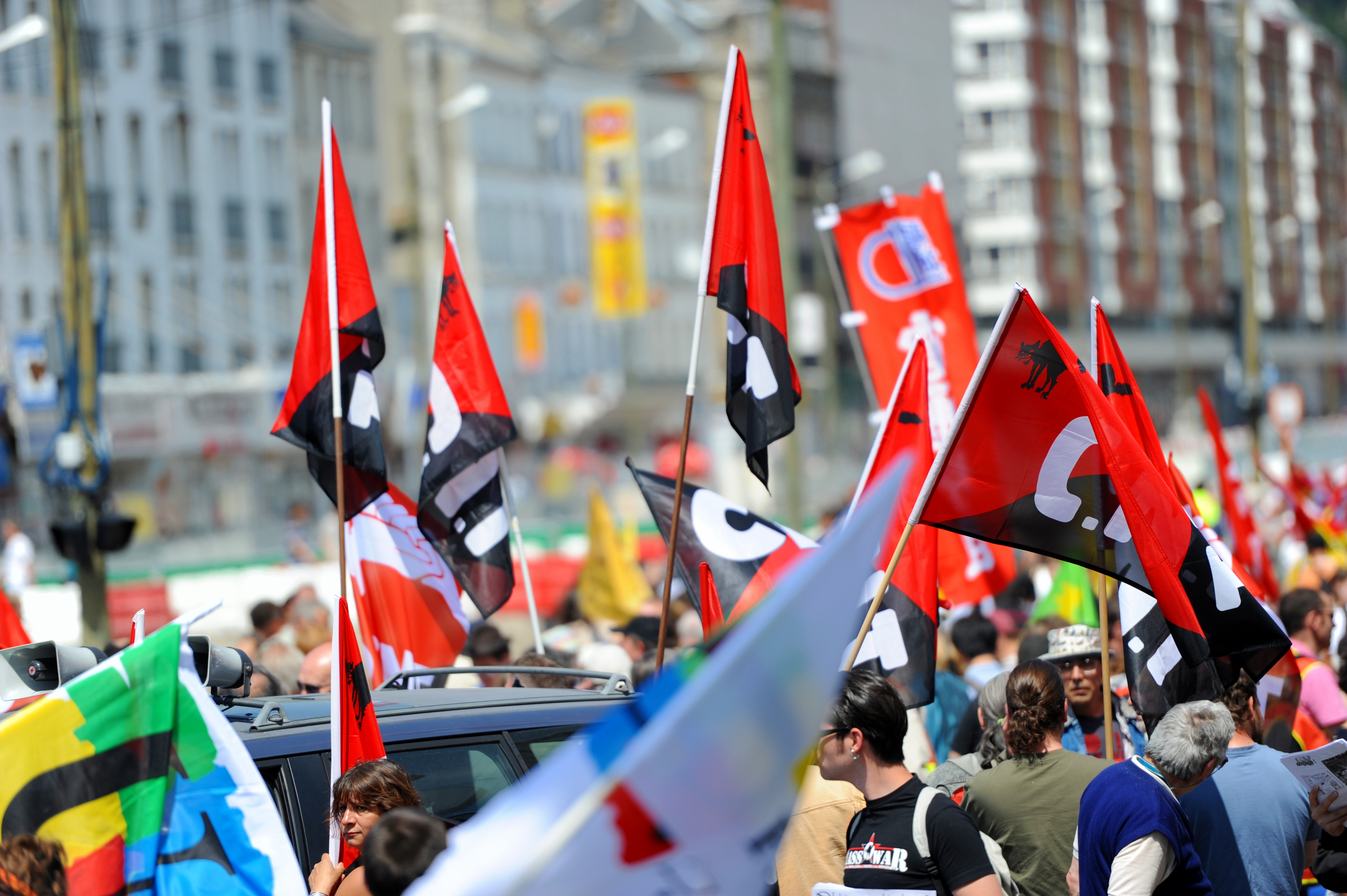
Défilé de manifestants contre le G8, au Havre.

Une manifestation anti-G8 se tient au Havre et à Paris le 21 mai 2011, le week-end précédant le sommet du G8 à Deauville.

## Annexe